# Lotus nevadensis
Lotus nevadensis là một loài thực vật có hoa trong họ Đậu có tên thông dụng là Nevada bird's-foot trefoil. Nó là loài bản địa của western North America from the Pacific Northwest to Baja California.